# إشارة النجدة

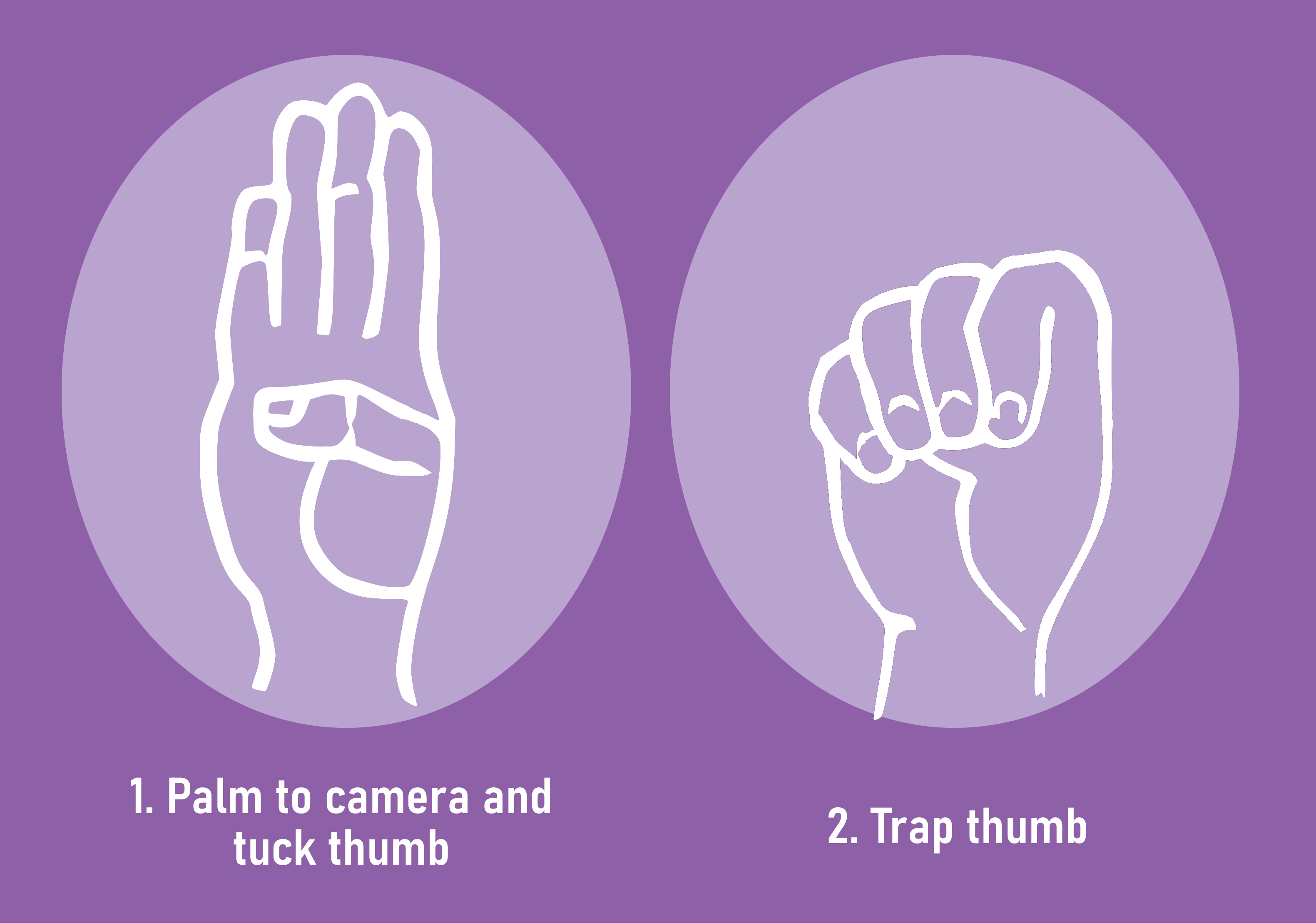
تعليمات حول تطبيق إشارة للمساعدة

إن إشارة للمساعدة (أو إشارة للعنف المنزلي للمساعدة) هي حركة بيد واحدة يمكن للفرد استخدامها لتنبيه الآخرين بأنهم يشعرون بالتهديد ويحتاجون إلى المساعدة عبر مكالمة فيديو أو شخصيًا. تم إنشاؤه في الأصل كأداة لمكافحة ارتفاع حالات العنف المنزلي في جميع أنحاء العالم نتيجة لتدابير العزل الذاتي المتعلقة بجائحة فيروس كورونا.
تنفذ الإشارة من خلال رفع يدك لأعلى وإبهامك مدسوسًا في راحة يدك، ثم ثني أصابعك لأسفلـ وإمساك إبهامك بشكل رمزي بأصابعك. تم تصميمه عن قصد كحركة يد واحدة مستمرة، بدلاً من علامة مثبتة في موضع واحد, والتي يمكن رؤيتها بسهولة.
تم تقديم إشارة المساعدة لأول مرة في كندا من قبل مؤسسة المرأة الكندية في 14 أبريل 2020، وفي 28 أبريل 2020 في الولايات المتحدة من قبل شبكة التمويل النسائية. وقد نالت إشادة واسعة النطاق من والوطنية والدولية للمساعدة في توفير حل حديث لقضية ارتفاع حالات العنف الأسري.
تم التعرف على هذه الإشارة من قبل أكثر من 40 منظمة في جميع أنحاء كندا والولايات المتحدة كأداة مفيدة للمساعدة في مكافحة العنف المنزلي.
لمعالجة المخاوف من أن المعتدين قد يصبحون على دراية بمثل هذه المبادرة الواسعة الانتشار عبر الإنترنت، أوضحت مؤسسة المرأة الكندية ومنظمات أخرى أن هذه الإشارة ليست «شيئًا سينقذ الموقف»، بل بالأحرى أداة يمكن أن يستخدمها شخص ما للحصول على المساعدة.
تم أيضًا إنشاء تعليمات حول ما يجب فعله إذا رأى الفرد الإشارة, وكيفية تسجيل الوصول بأمان.